# Прапатница
Прапатница је насељено место у саставу општине Сегет, Сплитско-далматинска жупанија, Република Хрватска.

## Историја
До територијалне рерганизације у Хрватској, налазила се у саставу старе општине Трогир.

## Становништво
На попису становништва 2011. године, Прапатница је имала 177 становника.
| Број становника по пописима | Број становника по пописима | Број становника по пописима | Број становника по пописима | Број становника по пописима | Број становника по пописима | Број становника по пописима | Број становника по пописима | Број становника по пописима | Број становника по пописима | Број становника по пописима | Број становника по пописима | Број становника по пописима | Број становника по пописима | Број становника по пописима | Број становника по пописима |
| --------------------------- | --------------------------- | --------------------------- | --------------------------- | --------------------------- | --------------------------- | --------------------------- | --------------------------- | --------------------------- | --------------------------- | --------------------------- | --------------------------- | --------------------------- | --------------------------- | --------------------------- | --------------------------- |
| 1857                        | 1869                        | 1880                        | 1890                        | 1900                        | 1910                        | 1921                        | 1931                        | 1948                        | 1953                        | 1961                        | 1971                        | 1981                        | 1991                        | 2001                        | 2011                        |
| 271                         | 265                         | 316                         | 353                         | 391                         | 435                         | 380                         | 546                         | 535                         | 580                         | 579                         | 485                         | 402                         | 315                         | 225                         | 177                         |

### Попис1991.
На попису становништва 1991. године, насељено место Прапатница је имало 315 становника, следећег националног састава:
| Попис 1991.‍ | Попис 1991.‍ | Попис 1991.‍ | Попис 1991.‍ | Попис 1991.‍ |
| ----------- | ----------- | ----------- | ----------- | ----------- |
|             |             |             |             |             |
| Хрвати      | Хрвати      |             | 310         | 98,41%      |
| Југословени | Југословени |             | 1           | 0,31%       |
| непознато   | непознато   |             | 4           | 1,26%       |
| укупно: 315 |             |             |             |             |